# オリビア・オン
オリビア・オン（Olivia Ong、中国語名：王 俪婷/王 儷婷、wáng lì tíng、ワン・リーティン、1985年10月2日 - ）は、シンガポール出身の女性歌手である。ソロとしては2005年に日本でデビューした後、2008年に活動拠点を台湾へ移した。2015年には、母国シンガポールを拠点にアジア各地で活動している。
日本での活動期には、主に英語によるボサノヴァやジャズフュージョン系アレンジのカバー曲を多く歌ったが、オリジナル曲によるダンスナンバーの一面も持っていた。台湾に拠点を移して以後はボサノヴァやジャズのテイストを残しつつポップ色を強め、中国語ポップスを多く歌うようになる。
中華圏でも中国語名よりも "Olivia Ong" として名が通っており、Oliviaへの当て字で「奧莉維亞」と表記されることもある。また、名字の「王」を「ong」と発音するのは、シンガポール華人の言語の一つ閩南語 (福建語) によるものである。

## バイオグラフィ
6 - 7歳の頃、マライア・キャリーの歌を聴いて憧れる。また香港の王菲 (フェイ・ウォン) の歌を聴いて中国語の歌にも興味を持つ。

### ガールズユニットMIRAI
1999年にシンガポールで結成された3人組ガールズユニットMIRAIが、日本を含むアジア各地で活動していたが、2001年、日本への本格的進出を前にその1人が脱退。その欠員を埋めるためのオーディションで選ばれたのがオリビアである。その時15歳。オリビアはシンガポールに本社のあるレーベルS2S（創設者は日本人）の日本の拠点であるS2S Japanと契約し、MIRAIの一員として歌手デビューする。同年7月、MIRAIは2種類の6曲入りミニアルバム『Pink』と『Blue』を同時に日本のみでリリースし、それがオリビアにとってのCDデビューとなる。やがて加入から2年足らずの活動の後MIRAIは解散するが、オリビアは歌手を続けることを会社に告げる。

### 日本での活動
2003年、17 - 18歳の頃単身日本へ渡る。3ヶ月間日本語を勉強し、インターナショナル・スクールへ通いながらソロ活動を開始。その頃日本のダンスミュージック系DJユニットGTSとコラボレートしており、彼らのアルバムに1曲ボーカルとして参加している。
2004年11月、埼玉スタジアムで行なわれたサッカー、ワールドカップ・アジア予選、日本対シンガポール戦において、6万人の観客の前でシンガポール国歌を歌った。
2005年、オリビア19歳。S2S Japan内のレーベルIncenseより、カバーアルバム『A Girl Meets Bossa Nova』でソロデビューを果たす。また、交流のあったGTSのプロデュースにより、翌年にかけてダンスナンバーがメインの2枚のオリジナルアルバム『Precious Stones』と『Tamarillo』をVoicellar Recordsからリリース。以後、『A Girl Meets Bossa Nova 2』とS2Sシンガポールから出された中国語カバー2曲を含む『Fall In Love With Olivia』が2007年までのあいだにリリースされる。日本での活動期間に出された正式なアルバムはこれら5枚である。
2007年末にS2Sとの契約が切れシンガポールに帰国。オリビアは日本の生活や芸能界など、日本食以外は馴染めなかったと後に語っている。
その後もS2Sからは2008年までに、既存の曲で構成した企画物の2枚のミニアルバム、1枚のベストアルバムが出ている。

### 台湾・シンガポールでの活動
帰国したオリビアは自分のバンドを組み、2008年3月にシンガポールMOSAIC Music Festival に出演している。このころ、シンガポールの大物アーティスト達（林俊傑、蔡健雅、孫燕姿など）の音楽に触れ、中国語で歌うことに興味を持ち始める。
同年、台湾の華研国際音楽 (HIM International Music) と契約する。
台湾へ渡ってからの最初のリリースは、シンガポールドラマ『小娘惹』の主題歌「如燕 (ツバメのように)」のシングル曲で、シンガポールのみのネット配信によるものだった。これがオリビアの初の中国語オリジナル曲となる。
2010年3月、華研国際音楽から「シンガポールから来た日本の輝き」のキャッチコピーで、オリジナル1曲を含むカバーアルバム『Olivia』がリリースされ、台湾G-music洋楽売り上げチャートトップ20で、連続30週ランクインする。8月にはライブアルバム『夏夜晚風Live影音專輯』のCDとDVDのセットがリリースされると、上記アルバムと平行してランクインし続けた。
この年、シンガポール映画『すばらしき大世界 (原題:大世界)』に出演。物語の序章と終章部分の主人公を演じている。この映画は翌年2011年1月にシンガポールで公開され、日本でも9月に福岡国際映画祭で公開された。
2012年9月8日、初の大型ソロ・コンサート『Olivia愛的羅曼史演唱会』を台北市で開催。自身のオリジナル曲のほか、台湾のテレサ・テンや張恵妹（アーメイ）、アメリカのカントリー歌手テイラー・スウィフトの楽曲や日本の歌手椎名林檎の「ギブス」などを、中・英・日の三言語を駆使して披露した。
2013年11月28日、NHKホールで行われた「日・ASEAN音楽祭 ～災害復興への祈り～」にシンガポール代表として出演し、ディック・リー作曲の「You And Me」を歌った。このイベントの模様は同年12月15日にNHK総合などで放送されている。

## ディスコグラフィ

### MIRAIでの活動期
| アルバムタイトル | 発行日        | レーベル    | 備 考                                                    |
| ---------------- | ------------- | ----------- | -------------------------------------------------------- |
| Pink（EP）       | 2001年7月11日 | S2S（日本） | 各6曲入り オリビアが参加する前に録音された楽曲が含まれる |
| Blue（EP）       | 2001年7月11日 | S2S（日本） | 各6曲入り オリビアが参加する前に録音された楽曲が含まれる |

### 日本での活動期

#### アルバム
| アルバムタイトル         | 発行日         | レーベル            | 備 考                                                                                             |
| ------------------------ | -------------- | ------------------- | ------------------------------------------------------------------------------------------------- |
| A Girl Meets Bossanova   | 2005年3月24日  | S2S（日本）         | カバーアルバム                                                                                    |
| Precious Stones          | 2005年10月26日 | Voicellar Records   | オリジナルアルバム                                                                                |
| Tamarillo                | 2006年8月9日   | Voicellar Records   | オリジナルアルバム                                                                                |
| A Girl Meets Bossanova 2 | 2006年11月22日 | S2S（日本）         | カバーアルバム 松田聖子「Sweet Memories」を日本語でカバー                                         |
| Fall In Love With Olivia | 2007年7月6日   | S2S（シンガポール） | カバーアルバム 小林明子「恋におちて」を日本語でカバー 2012年8月19日にリマスター版が日本でリリース |
| Touch In The Sky（EP）   | 2007年11月21日 | S2S（日本）         | 『Fall In Love With Olivia』をメインに 既存の曲で再構成して2枚に分けたもの                        |
| Kiss In The Air（EP）    | 2008年3月20日  | S2S（日本）         | 『Fall In Love With Olivia』をメインに 既存の曲で再構成して2枚に分けたもの                        |
| Best Of Olivia           | 2008年8月20日  | S2S（日本）         | ベストアルバム MIRAIのメンバーをフィーチャーした新曲を収録                                        |

#### 他のアルバムへの参加
| 曲名  | アーティスト | 収録アルバム | 発行日        | レーベル | 参加形態 |
| ----- | ------------ | ------------ | ------------- | -------- | -------- |
| CRUSH | GTS          | CROSSOVER    | 2003年8月27日 | Avex     | ボーカル |

### 台湾・シンガポールでの活動期

#### アルバム
| アルバムタイトル                     | 発行日        | レーベル            | 備 考 |
| ------------------------------------ | ------------- | ------------------- | --- |
| Olivia                               | 2010年3月5日  | 華研国際音楽        | オリジナル1曲を含むカバーアルバム |
| Olivia (SACD版)                      | 2010年5月11日 | 華研国際音楽        | オリジナル1曲を含むカバーアルバム |
| Olivia 夏夜晚風Live影音專輯 (CD+DVD) | 2010年8月11日 | 華研国際音楽        | ライブアルバム |
| Just for you (2HDCD)                 | 2010年11月1日 | S2S（シンガポール） | 未発表オリジナル曲8曲を含めたベストアルバム                                                                                           |
| Romance                              | 2011年7月22日 | 華研国際音楽        | カバー3曲を含むオリジナルアルバム アンジェラ・チャンの「隱形的翅膀」を英語でカバー                                                    |
| Olivia Audiophile Selection          | 2013年1月30日 | S2S（シンガポール） | 日本活動期の楽曲からのベストアルバム ボサノヴァ歌手犬塚冴子との未発表デュエット曲1曲を含む S2Sの「Audiophile Selection」シリーズの1枚 |
| 等等                                 | 2013年5月17日 | 華研国際音楽        | |

#### シングル曲
| 曲名                | 発行日        | 備 考 |
| ------------------- | ------------- | --- |
| 如燕                | 2008年12月    | シンガポールドラマ「小娘惹」主題歌 ネット配信 (シンガポールのみ)                                                   |
| Love at First Light | 2012年7月12日 | シンガポール建国記念日2012年テーマ曲 子役女優Natanya Tanとのデュエット CD及びネット配信 (シンガポールのみ) YouTube |
| Simple Joys in Life | 2013年3月19日 | サムスンモバイル・シンガポールのキャンペーンソング ネット配信 (シンガポールのみ)                                   |
| 夢裡家園            | 2015年7月7日  | シンガポールドラマ「信約:我們的家園」主題歌 ネット配信                                                             |
| 夢想起飛            | 2015年10月2日 | シンガポールドラマ「起飛 -Crescendo-」挿入歌 ネット配信                                                            |

#### 他のアルバムへの参加
| 曲名                   | アーティスト            | 収録アルバム | 発行日        | レーベル                 | 参加形態   |
| ---------------------- | ----------------------- | ------------ | ------------- | ------------------------ | ---------- |
| 幸福的力量             | 張信哲 (ジェフ・チャン) | 初_專輯      | 2010年9月15日 | ワーナーミュージック台湾 | デュエット |
| 最後一眼 Just One Look | 炎亞綸 (アーロン)       | 下一個炎亞綸 | 2011年3月25日 | 華研国際音楽             | デュエット |

※以上、台湾へ渡って以降のCDはいずれも日本版は出ていないが、ほとんどのアルバムは日本のiTunes StoreとKKBOXから配信されている。

#### その他の参加曲
- S.H.E.（2010年 / 日本の花王『アジエンス』CMソング。アジア各地の “アジアンビューティー” 6人による合唱。その6人によるコンピレーションアルバム『The Asian Beauties』に収録。同アルバムにはアルバム『Olivia』から「Bittersweet」も収録されている[14]）
- Home（2011年2月 / シンガポールの2011年国防キャンペーン・ソング。39人のシンガポールアーティストによるリレーボーカルに1フレーズ参加[15]。YouTube）

## フィルモグラフィ

### 映画
- すばらしき大世界（原題:大世界 It’s A Great, Great World / 2011年 / シンガポール）- 阿敏 (アミン) 役
- Shalom的旅程（2012年 / 台湾の旅行会社が制作した35分の短編映画 / YouTubeで公開）- 主演の愛役

### テレビドラマ
- 起飛 -Crescendo-（2015年 / シンガポール）- 歌手のAlixia Ong役で1 - 7話に出演

### CM
- Prima Taste インスタント麺（2011年 / シンガポール）[16]
- 高視能i-VISION コンタクトレンズ（2011年 / 台湾）[17]
- OSIM マッサージ機（2011年 / シンガポール・台湾）[18]
- ファンケル 化粧品（2013年 / シンガポール）[19]